# 下山正義
下山 正義（しもやま まさよし、1910年1月17日 - 1996年4月24日）は、日本のカトリック教会の聖職者。

## 概説
大森教会では、近くの埋め立て地に捕虜収容所があったが、下山神父は捕虜たちの救霊のため収容所に通い続けた。終戦後、開放された捕虜たちは本国に帰り、日本の教会復興のため多大の援助をした。そのため大森教会は、戦後復興した東京大司教区教区第1番目の教会となった。
45年の長きに渡って司牧を務めた本所教会では、「おやじ」の愛称で親しまれ、戦後から現代に渡って、教会復興につとめた。
1964年、銀祝記念出版より『われらのおやじ 下山神父の横顔(1939-1964)』が刊行される。下山神父は痩せぎすで牛乳ビンの底のようなレンズのロイド眼鏡をかけていたとある。
1991年、『神のあわれみは永遠－司祭生活50年の思い出』を出版。
1994年在位45年を機に主任司祭を退き、本所教会付協力司祭として、愛弟子杉田栄次郎神父に第6代主任司祭に譲る。
長きにわたり、ジュリア祭（徳川家康に背いて、この島に流刑となったキリシタン女性「ジュリアおたあ」を記念する祭典）の団長をつとめた。
1996年帰天。長きにわたる司牧の労苦に感謝して本所教会にて、盛大な葬儀を執り行われた。
墓石は前面十字架を刻み「信徒合葬の碑」をあり、「願わくは死せる信者の霊魂 天主の御あわれみによりて 安らかに憩わんことを アーメン　本所カトリック教会　主任司祭アントニオ 下山正義」とあり、裏面は「昭和四十四年十一月九日 本所教会九十周年記念として之を再建す」と刻まれている。

## 略歴
- 1910年、京都府に生まれる。
- 1939年、司祭叙階。　浅草、神田教会助任司祭
- 1940年、喜多見教会主任司祭
- 同10月、神田教会主任司祭
- 1942年、大森教会主任司祭、荏原、蒲田、西小山教会を兼任。
- 1949年、本所教会主任司祭
- 1994年、本所教会主任司祭　辞任。本所教会付協力司祭となる。

## 書籍
- 『荒野に叫ぶ声』（ロゴス点字図書館、1964年）
- 『神のあわれみは永遠―司祭生活50年の思い出』（聖母の騎士社、1991年）